# Sangubanyu (Buluspesantren)
Sangubanyu is een bestuurslaag in het regentschap Kebumen van de provincie Midden-Java, Indonesië. Sangubanyu telt 2926 inwoners (volkstelling 2010).